# جسم پاچینی
گیرنده پاچینی یا جسم پاسینی (یا Paciens corpuscles؛ کشف شده توسط کالبدشناس ایتالیایی Filippo Pacini) یکی از چهار نوع اصلی از سلول‌های مکانیکی گیرنده در قسمت بدون موی پوست پستانداران است. آنها در پایانه‌هایی عصبی در پوست حساس به لرزش و فشار هستند. آنها فقط به تکانش‌های ناگهانی پاسخ می‌دهند و به ویژه به ارتعاش حساس هستند. نقش ارتعاشی برای تشخیص بافت سطح، مثلاً خشن یا صاف، می‌تواند مفید واقع شود. اجسام پاچینی در پانکراس نیز وجود دارند، و در آنجا لرزش‌ها و شاید صداهایی با فرکانس بسیار پایین را تشخیص می‌دهند.اجسام پاچینی از جمله گیرنده‌های مکانیکی سریعاً سازگار شونده محسوب می‌شوند. گروهی از این سلول‌ها به تغییرات فشار پاسخ می‌دهند، مثلاً در درک یا رها کردن یک شی.

## ساختار
سلولهای مرجانی بزرگتر و کم‌تعداد تر از سلول‌های مایسنر، سلول‌های مرکل و سلول‌های Ruffini هستند.
کپسول لاملار تقریباً بیضی شکل استوانه ای است و 1 mm در طول کل کپسول توسط یک لایه بافت همبند پیچیده می‌شود. کپسول آن شامل ۲۰ تا ۶۰ لنزهای متمرکز شامل فیبروبلاست‌ها و بافت همبند فیبر (عمدتاً نوع IV و شبکه کلاژن II نوع II) است که از مواد ژلاتینی جدا شده‌اند که بیش از ۹۲٪ آنها آب است.

## کارکرد
اجسام پاچینی گیرنده‌هایی سریع مطابقت پذیر (فازیک) که تغییرات فشار ناگهانی و ارتعاشات پوست را تشخیص می‌دهند، هستند. هر گونه تغییر شکل در ذره باعث ایجاد پتانسیل عمل توسط بازکردن کانال‌های یون سدیم حساس به فشار در غشای آکسون می شود. این اجازه می‌دهد تا یون‌های سدیم به هجوم برسند و پتانسیل گیرنده را ایجاد کنند.
این سلولها به خصوص برای ارتعاشات حساس هستند، که حتی می‌توانند آنها را در چند سانتیمتر آنطرف تر نیز احساس کنند. حساسیت بهینه آنها ۲۵۰ هرتز بوده جسم پاچینی باعث ایجاد پتانسیل عمل می‌شود زمانی که پوست به سرعت در حال تحریک است، اما نه زمانی که فشار ثابت است، به دلیل لایه‌های بافت همبند که پایانه سر عصب را پوشش می‌دهد. تصور می‌شود که آنها به تغییرات سریع در قسمت گیرنده پاسخ می‌دهند.
این سلول‌ها دارای یک میدان گیرایی بزرگ بر روی سطح پوست با یک مرکز بسیار حساس است.

### مکانیسم
سلول‌های پاچینی به وسیله تغیر شکل لایه‌های بافت همبند پیرامونی، که بر غشاء نورون حسی فشار آورده و باعث خم شدن یا کشش آن می‌شوند، محرک را درک می‌کند. هنگامی که لایه‌های بافت همبند تغییر شکل داده می‌شود، به علت افزایش فشار یا کم شدن آن، یک پتانسیل ژنراتور ایجاد می‌شود زیرا حالت فیزیکی غشاء پلاسمای ناحیه گیرنده نورون را تغییر می‌دهد و باعث می‌شود که یون‌های Na + «نشت» شود. اگر این پتانسیل یک آستانه خاص می‌رسد، تکانه‌های عصبی یا پتانسیل‌های عمل توسط کانال‌های سدیم حساس به فشار در اولین گره رانویه تشکیل می‌شود. حال این تکانه در طول آکسون با استفاده از کانال‌های سدیم و پمپ‌های سدیم / پتاسیم در غشاء آکسون منتقل می‌شود.

## تصاویر اضافی

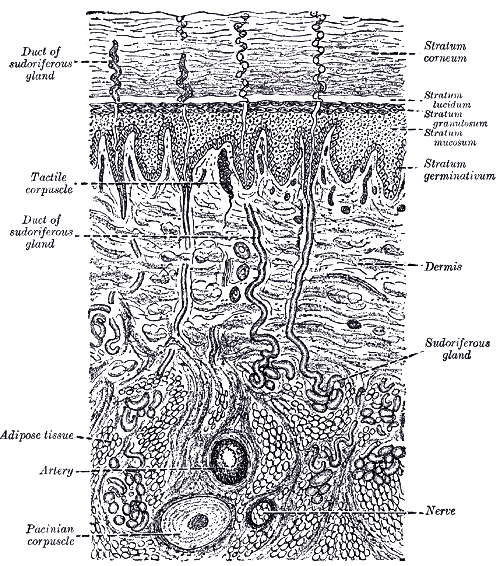
نمای مقطع دایره ای پوست (بزرگنمایی)
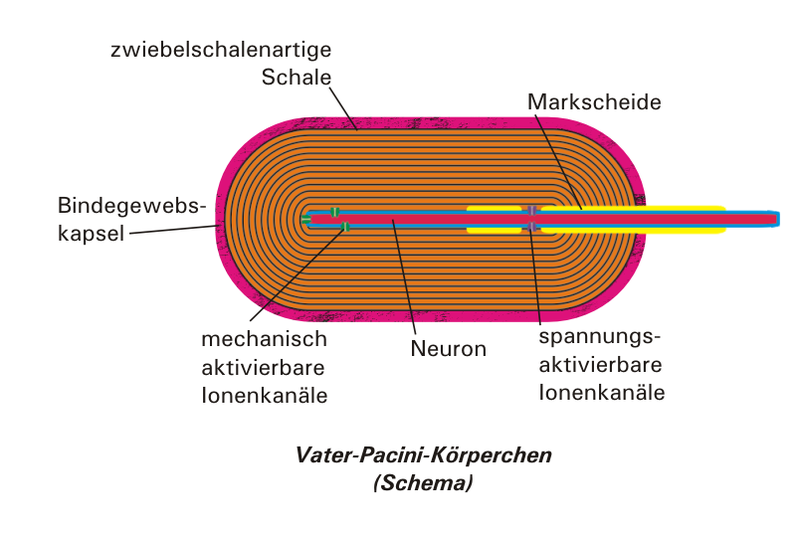
طرح شماتیک (آلمانی)
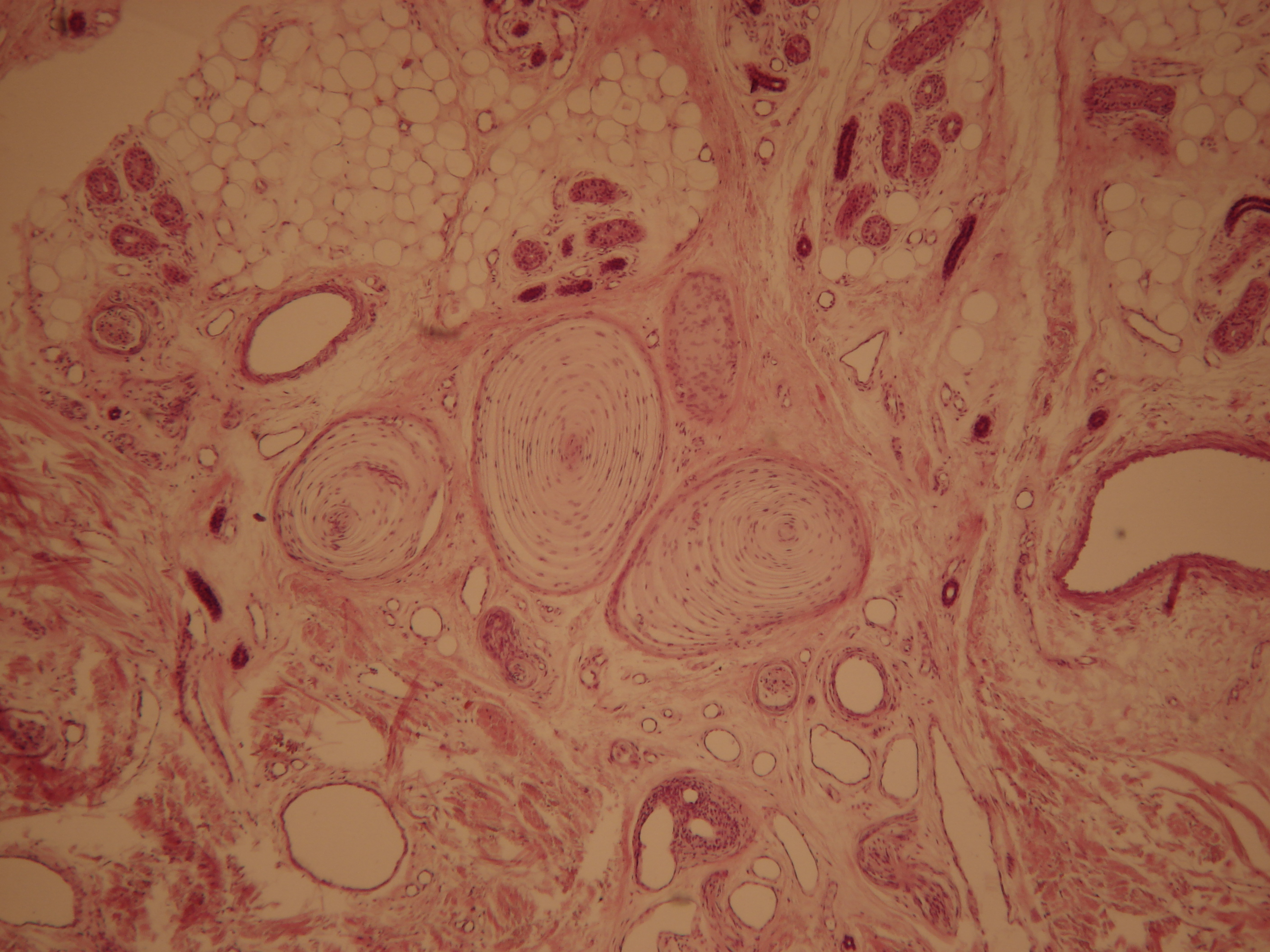
یک میکروگراف نور نشان دهنده سه جسم پاچینی در مرکز میدان است
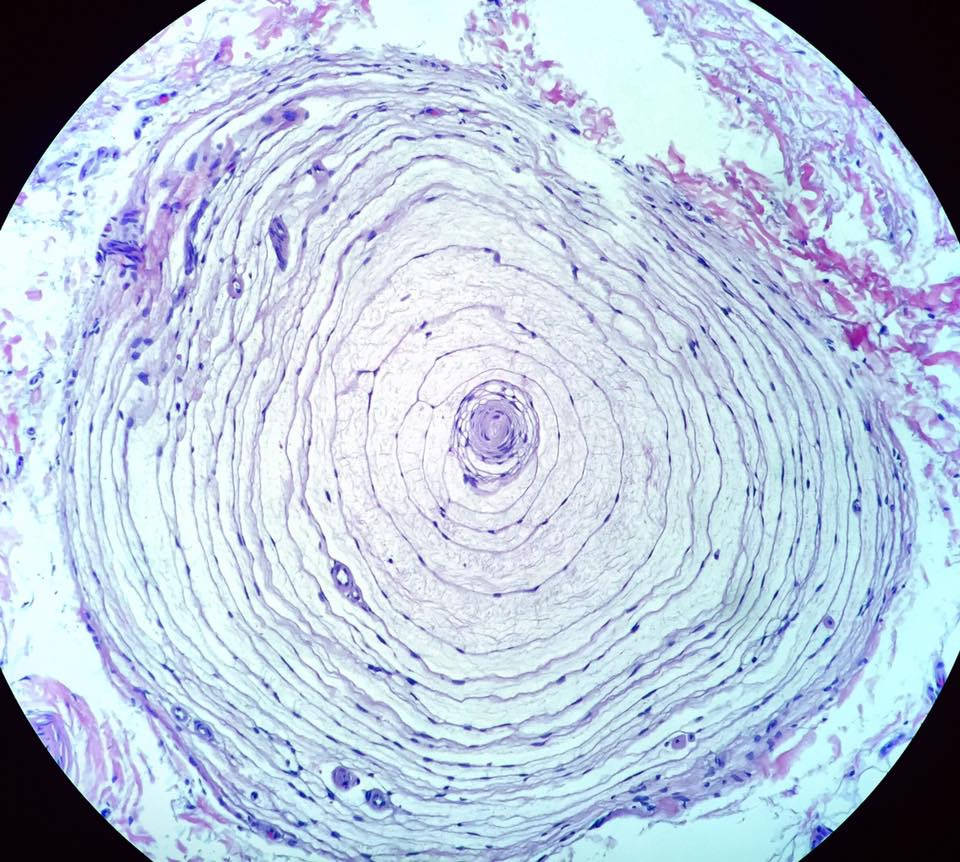
میکروگرافی یک جسم Pacinian